# Dolina Ihlara
Dolina Ihlara leži 14 km vzdolž reke Melendiz, ki teče od Selime do vasi Ihlara. Dolina Ihlara je vzrezana v vulkanski kamen vulkana Erciyes Dağı v južnem delu Kapadokije. Kanjon doseže globino 110 metrov.
Ihlara je mesto in občina v provinci Aksaray, osrednja Anatolija, Turčija, v bližini mesta Güzelyurt. Občina slovi po bližnji dolini istega imena.

## Znamenitosti
Šestnajst od 105 cerkva je v dolini odprtih za obiskovalce, večina od njih pa je v prvem km od uradnega vhoda v dolino Ihlari. Cerkve vzdolž doline lahko razdelimo v dve skupini:
- stenske slike cerkva blizu Ihlare imajo vzhodni vpliv umetnosti Kapadokije.
- tiste, ki ležijo blizu Belisırme, so okrašene z bizantinskimi zidnimi slikami.
- število znanih napisov, ki spadajo v bizantinsko obdobje v regiji Ihlara, je zelo majhno.

500 m do vasi Belisirma, na freski iz 13. stoletja v cerkvi sv. Jurija (Kırkdamalti) (1283-1295), je napis z imeni seldžuškega sultana Mesuda II. (1282-1305) in bizantinskega cesarja Andronika. Ta napis dokazuje obstoj strpne uprave Seldžukov, ki so zasedali regijo.
Prva med njimi je Ağaçaltı Kilise ('Cerkev pod drevesi'), na dnu stopnic, ki vodijo v dolino. Spektakularni modri in beli angeli obkrožajo Kristusovo sliko na dobro ohranjeni kupoli. Druga, 30 m južno mimo Ağaçaltıja (desno za vhodnimi stopnicami, stran od Belisirme) leži Cerkev Ptirenllseki, katere blede stene so poslikane s številnimi mučeniki Sivasa. Kokar Kilise (Odorosova cerkev), 70 m naprej, slavi biblijske zgodbe s pisanimi freskami in okrašenimi geometrijskimi stropnimi križi. Nekatera zavetišča in cerkve so med seboj povezane, kot podzemna mesta.
Zaradi tega je dolina edinstvena antična zgodovina njenih prebivalcev. Celoten kanjon je poln  kamnitih podzemnih bivališč in cerkev iz bizantinskega obdobja, ki so jih zgradili kapadokijski Grki. Ti lokalni prebivalci so bili prisiljeni zapustiti območje in se preseliti v Grčijo ob izmenjavi prebivalstva leta 1923 med Turčijo in Grčijo .
Zaradi obilne vode in skritih krajev je bilo to prvo naselje prvih kristjanov, ki so ušli rimskim vojakom. V dolini Ihlara je v vulkanskih skalnih jamah na stotine starih cerkva. Najbolj znane cerkve so cerkev Ağaçaltı s tlorisom križa, cerkev Sümbüllü, cerkev Pürenliseki (začetek 10. do 12. stoletja), cerkev Kokar, cerkev Yilanli, Cerkev Kirkdamatli, Direkli cerkev (976-1025), cerkev Karagedik, Ala cerkev (primera bizantinske umetnosti v zgodnjem 11. stoletju), cerkev Kemerli in Egritska cerkev.

## Versko življenje
Zaradi geomorfoloških značilnosti je dolina Ihlara primeren kraj osamljenosti in molitve za menihe in duhovnike. Aksaray je v zgodnjih letih krščanstva postal pomembno središče vere. Ustanovitelji sekte, kot sta Bazilij Kayseri in Gregor Nazianški, sta bila v 4. stoletju tu vzgojena. Določili so pravila samostanskega življenja, ločenega od egipčanskega in sirskega sistema. Tako se je rodil grški in slovanski sistem.
Čeprav so egiptovski in sirski duhovniki prekinili svoje odnose s svetom, duhovnika Bazilij in Gregor nista prekinili svojih vezi s svetom. Kraj tega novega razumevanja je bil Belisırma.
Gregor je prinesel novo razlago o prepričanju trojstva, v razpravi o Jezusovem božanstvu. Tako je postal pionir v zgodovini krščanstva. Skalnata dežela v kateri je odraščal Gregor (Belisırma, Ihlara, Güzelyurt), je v skladu z duhom samostana postala zbirka cerkva, izklesanih v skale.
Te cerkve so ohranile svoj status aktivnega centra za čaščenje, ko so se uprli arabskim napadom proti obrambnim gradom Hasandağı.
- Dolina Ihlara
- Dolina blizu Belisırme